# Vérjneye Uchderé
Vérjneye Uchderé (del ruso: Верхнее Учдере) es un seló del distrito de Lázarevskoye de la unidad municipal de la ciudad de Sochi del krai de Krasnodar, en el sur de Rusia. Está situado en el nacimiento del río Uchderé, 15 km al noroeste de Sochi y 158 km al sureste de Krasnodar, la capital del krai. Tenía 184 habitantes en 2010.
Pertenece al ókrug rural Vólkovski.

## Historia
Perteneció entre el 26 de diciembre de 1962 y el 16 de enero de 1965 al raión de Tuapsé. 

## Transporte
4 kilómetros al suroeste de la localidad se halla la plataforma ferroviaria Gorni Vozduj (en Nízhneye Uchdere) en la línea Tuapsé-Sujumi de la red del ferrocarril del Cáucaso Norte. Asimismo por la localidad anterior pasa la carretera federal M27 Dzhubga-frontera abjasa.